# Alard von Kittlitz
Alard von Kittlitz (geboren 1982 in Jakarta) ist ein deutscher Zeitungsjournalist und Schriftsteller.

## Leben
Alard von Kittlitz ist der Sohn des Diplomaten Arne von Kittlitz. Geboren in Indonesien lebte er mit seiner Familie in Indien, Äthiopien und Deutschland. Er studierte Philosophie und Geschichte in Berlin und Paris, anschließend Management in Cambridge. Ab 2009 absolvierte er ein Volontariat bei der Frankfurter Allgemeinen Zeitung, wo er später als Redakteur im Politikressort tätig war. 2013 wechselte er als Autor zur Zeitschrift Neon. Seit 2015 schreibt er für die Wochenzeitung Die Zeit mit den Schwerpunkten Zukunftsforschung und Popkultur.
2020 veröffentlichte er seinen ersten Roman Sonder, den Fritz Göttler in der Süddeutschen Zeitung als einen Bildungsroman und „ein Experiment aus dem Grenzbereich von Reportage und Erzählung“ beschrieb. Von Kittlitz werde von einigen Kritikern als Repräsentant der nächsten Generation von Popliteraten „gefeiert“, schrieb Katharina Teutsch in der FAZ. Sein Roman, der einen polyglotten und umfassend gebildeten Autor verrate, hinterlasse das Gefühl „ein Sammelsurium vor sich zu haben: einen Ideenroman, eine Thriller-Glosse, einen philosophischen Poproman“. Der Rezensent von Die Welt, Richard Kämmerlings, zeigte sich beeindruckt von dem Erstling. Im Kern des Romans stehe die Frage, „wo die Grenzen des menschlichen Geistes liegen und wie die künstliche Intelligenz unser aller Leben verändern wird.“ Den „Techno-Utopisten unserer Zeit“ setze von Kittlitz „die innere Unendlichkeit des Homo sapiens entgegen, seine letztlich irreduzible Individualität und Würde“.

## Preise
- 2011: Axel-Springer-Preis für junge Journalisten
- 2022: Deutscher Popliteraturpreis für Magic, Pop und Ewigkeit des Augsburger Literaturhauses für seinen Debütroman Sonder.[4]

## Buchveröffentlichungen
- Sonder. (Roman), Piper Verlag, München 2020, ISBN 978-3-492-07024-9
- Kismet. (Roman), Piper Verlag, München 2024, ISBN 978-3-492-07206-9